# 146 př. n. l.

## Události
- definitivní porážka a zničení Kartága Římem v třetí Punské válce
- vítězství Říma nad Řeky → dobytí a zničení Korintu

## Hlavy států
- Parthská říše – Mithradatés I. (171 – 139/138 př. n. l.)
- Egypt – Ptolemaios VI. Filométor (180 – 145 př. n. l.)
- Numidie – Micipsa
- Čína – Ťing-ti (dynastie Západní Chan)